# Amomongo
El Amomongo es una criatura de la mitología Filipina descrito como un simio humanoide, peludo con uñas largas. El término puede tener sus raíces en la palabra del idioma Hiligaynon amó, la cual significa "simio" o "mono". Residentes de La Castellana en Negros Occidental se refieren a la criatura como un "mono salvaje" que vive  en cuevas cerca del pie del  Monte Canlaón. La criatura se dice ha atacado a dos residentes de los poblados y ha destripado cabras y pollos en el área, con el propósito de comer sus entrañas.